# Jayant Mistry
Jayant Mistry (* 29. August 1966 in Leicester) ist ein ehemaliger britischer Rollstuhltennisspieler.

## Karriere
Jayant Mistry begann im Alter von 19 Jahren mit dem Rollstuhltennis und startete seitdem in der Klasse der Paraplegiker.
Er nahm an insgesamt vier Paralympischen Spielen teil. 1992 trat er lediglich im Einzel an, wo er im Achtelfinale am späteren Goldmedaillengewinner Randy Snow scheiterte. Auch 1996 stand er im Einzel im Achtelfinale, während er im Doppel bis ins Viertelfinale kam. Bei den Spielen 2000 schied er erneut im Achtelfinale der Einzelkonkurrenz aus, im Doppel verpasste er knapp eine Medaille. Im Spiel um Bronze unterlagen er und Simon Hatt gegen Scott Douglas und Stephen Welch. Bei seinen letzten Spielen 2004 in Athen erreichte er zum nunmehr vierten Mal in Folge das Achtelfinale. Im Doppel schied er im Viertelfinale aus.
Beim Wheelchair Tennis Masters stand Jayant Mistry im Doppel fünfmal im Finale. 2001 verlor er mit Tadeusz Kruszelnicki gegen Miroslav Brychta und  Martin Legner. Von 2003 bis 2006 stand er viermal in Folge im Endspiel, stets mit Michaël Jeremiasz als Partner. Dabei gewannen sie einzig das Finale 2005 gegen Martin Legner und Satoshi Saida, denen sie 2003 und 2004 noch unterlegen waren.
In der Weltrangliste erreichte er seine besten Platzierungen mit Rang acht im Einzel am 14. August 2000 und mit Rang zwei im Doppel am 27. Mai 2002.